# Nabywca
Nabywca – osoba (fizyczna albo prawna) nabywająca dobra materialne lub usługi od sprzedawcy w celu zaspokojenia potrzeb lub w celu dalszej sprzedaży.